# Grouvellinus leonardodicaprioi
Grouvellinus leonardodicaprioi — вид рифових жуків (Elmidae) ендемічних для Малайзії. Вид названо на честь актора та екоактивіста Леонардо Ді Капріо. Типове місце — Сабах. Однією з характерних ознак виду є великі розміри.